# Renneville, Haute-Garonne
Renneville är en kommun i departementet Haute-Garonne i regionen Occitanien i södra Frankrike. Kommunen ligger i kantonen Villefranche-de-Lauragais som tillhör arrondissementet Toulouse. År 2022 hade Renneville 539 invånare.

## Befolkningsutveckling
Antalet invånare i kommunen Renneville
Referens:INSEE